# Powiat Wesermarsch
Powiat Wesermarsch (niem. Landkreis Wesermarsch) – powiat w niemieckim kraju związkowym Dolna Saksonia. Siedziba powiatu znajduje się w mieście Brake.

## Podział administracyjny
Powiat Wesermarsch składa się z:
- 3 miast
- 6 samodzielnych gmin (niem. Einheitsgemeinde)

Miasta:
| Lp. | Nazwa miasta | Ludność (31.12.2008) | Powierzchnia km² |
| --- | ------------ | -------------------- | ---------------- |
| 1   | Brake        | 15.837               | 38,18            |
| 2   | Elsfleth     | 9.206                | 115,15           |
| 3   | Nordenham    | 27.246               | 87,20            |

Gminy samodzielne:
| Lp. | Nazwa gminy | Ludność (31.12.2008) | Powierzchnia km² |
| --- | ----------- | -------------------- | ---------------- |
| 1   | Berne       | 7.004                | 85,20            |
| 2   | Butjadingen | 6.389                | 129,02           |
| 3   | Jade        | 5.832                | 93,57            |
| 4   | Lemwerder   | 7.161                | 36,38            |
| 5   | Ovelgönne   | 5.606                | 123,81           |
| 6   | Stadland    | 7.687                | 113,38           |